# Герб Айдара
Герб Айдара — офіційний символ селища Айдар Луганська область. Герб Айдара було затверджено рішенням селищної ради.

## Опис
Щит скошений зліва зеленим і лазуровим. У першій частині золотий сніп. У другій частині стоїть чорний бик із золотою головою і срібними рогами. За щитком синьо-жовта стрічка, у верхній частині якої напис білими літерами «НОВОПСКОВ». Над щитком червоні літери «1638». У нижній частині щитка гірлянда з золотих лаврових гілок, червоного грона калини та зелених дубових листків.